# SK Kročehlavy

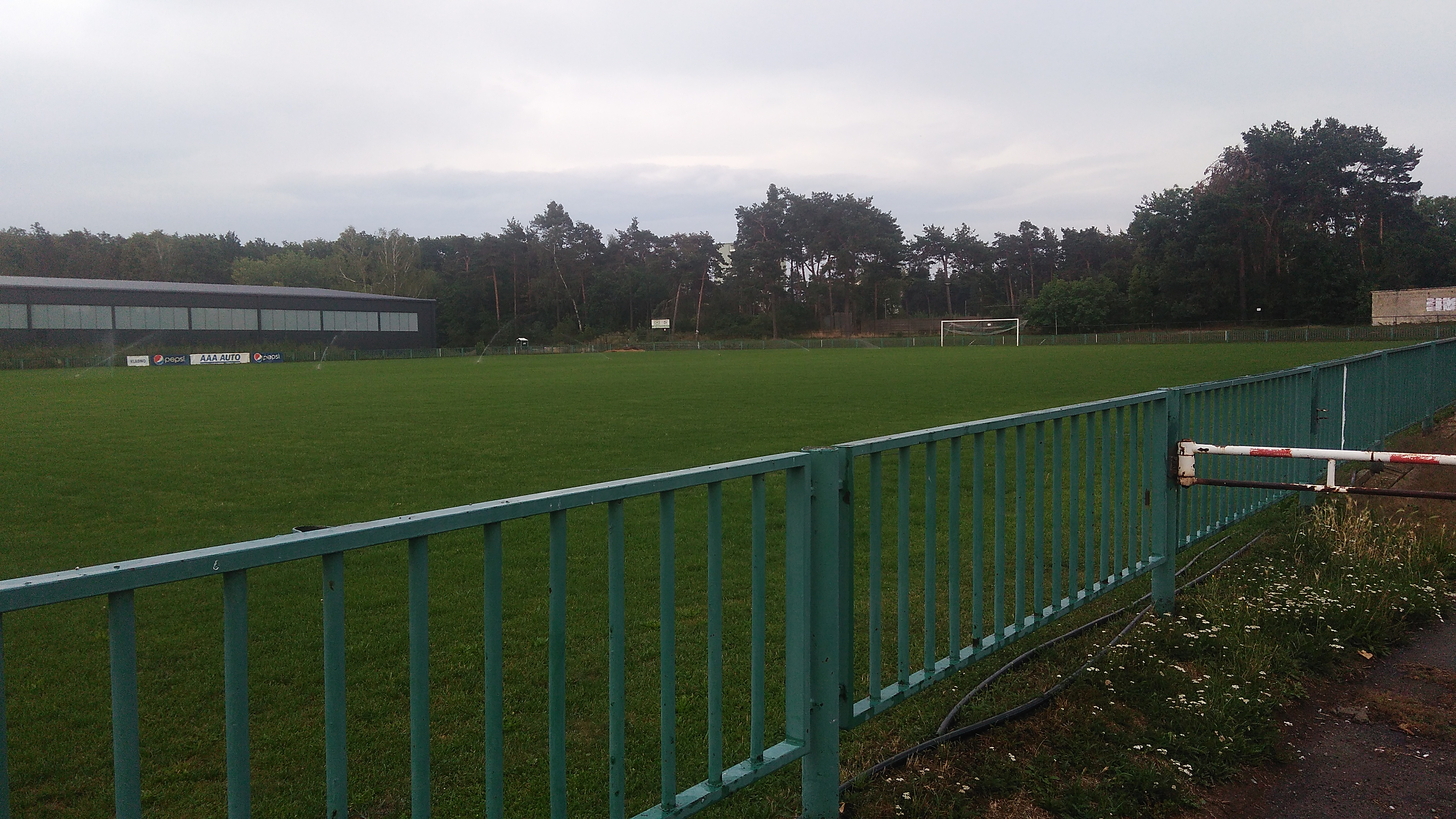
hřiště

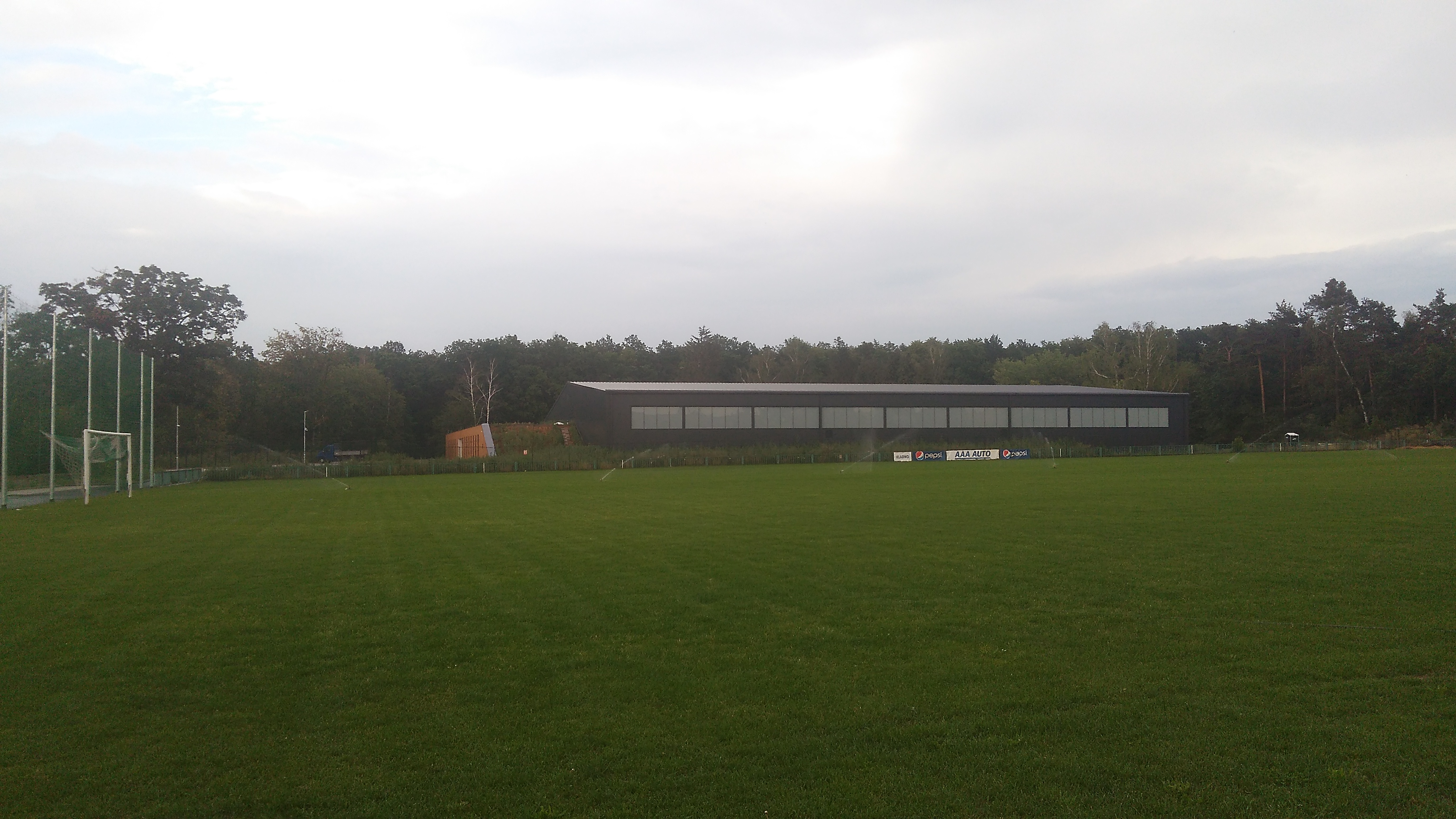
hřiště a tenisová hala

SK Kročehlavy (dříve Kablo Kladno, podle místního podniku Kablo) je kladenský fotbalový klub z městské části Kročehlavy, založený v roce 1907 v tehdy samostatné obci, který hraje zápasy ve II. třídě okresu Kladno. Klubové barvy jsou zelená a bílá. Klub je také známý jako líheň pozdějších československých reprezentantů. Vedle hřiště je také tenisová hala s venkovními kurty. Na druhém nevyužívaném (škvárovém) hřišti blíže Pražské ulici měla v roce 2020 vzniknout maloobchodní prodejna Lidl, od záměru bylo zatím upuštěno.
A mužstvo pro sezonu 2025/2026
?
Dorostenecký tým pro sezonu 2025/2026
Trenéři: Martin Pergl, Jaroslav Kuchař, Martin Čibera
Okresní přebor
brankáři: Tobiáš Kohout, Milan Pazievzski
obránci: Matyáš Klemens, Lukáš Kudlata, Matyáš Kříž, Tadeáš Veselý, Radim Tlustý, Vasyl Herasymenko
záložníci: Lukáš Dlouhý, Tomáš Ransdorf, Prokop Hnilička, Štěpán Kalina
útočníci: Samuel Adzima, Filip Čibera, Richard Müller, Adam Tomáš Kylián, Vojtěch Macháček
nespecifikováno: Lukáš Kalík
Starší žáci U15 2025/2026
Trenér: Michal Rácz
?

## Historie
V roce 1988 byl na hřišti SK Buštěhrad instalován světelný ukazatel skóre s časomírou, do té doby mělo podobné zařízení na okrese jen Kablo Kročehlavy.
Názvy klubu
- 1907 SK Achilles Kročehlavy
- 1909 SK Kročehlavy
- 1931 povýšení obce na město
- 1940–1945 první sloučení obce s Kladnem za druhé světové války
- 1948 sloučení města s Kladnem
- 1948 TJ Sokol Kročehlavy
- 1950 Masna Kročehlavy
- 1952 Spartak Kablo Kladno
- 1958 TJ Kablo Kladno-Kročehlavy
- 2013 SK Kročehlavy

## Sportovní úspěchy
V předválečném období třikrát vítěz středočeské fotbalové župy a kvalifikace o vítězství Celostátního mistrovství amatérů. V roce 1939 se Kročehlavy probojovaly do druhé nejvyšší soutěže Divize a tam hrály až do roku 1947. V roce 1987 postup do Divize, která se v Kročehlavech hrála až do roku 1993.

### Amatérské mistrovství 1928
Do finále Amatérského mistrovství Československé republiky  se probojovala mužstva SK Prostějov a SK Kročehlavy. Finálové utkání se hrálo v neděli 11. listopadu 1928 na stadionu SK Kladno a před 5 000 diváky je řídil sudí Schirmer.
SK Prostějov – SK Kročehlavy 2:0 (1:0)

Branky: 41. a 63. Nenál.

Poznámka: Ve 40. minutě Huml neproměnil pokutový kop (Šrám kryl).
SK Prostějov: Šrám („Šrámek“) – Kácal, Šmudla – Lánský, Kočíř, Cetkovský („Lolek“) – Müller, Nenál, dr. Jiří Stav, E. Veselý, Zatloukal.

SK Kročehlavy: Šubrt – R. Dvořák, Žák/Jánský – Ponic, Brabec-Baron, Huml – Chlíbec, Košťálek, A. Horák, Hejma, Tauber.

### Umístění v jednotlivých sezonách
Legenda: Z – zápasy, V – výhry, R – remízy, P – porážky, VG – vstřelené góly, OG – obdržené góly, +/− – rozdíl skóre, B – body, červené podbarvení – sestup, zelené podbarvení – postup, fialové podbarvení – reorganizace, změna skupiny či soutěže
| Československo (1907 – 1938)             |                                                             |                                                             |                                                             |                                                             |                                                             |                                                             |                                                             |                                                             |                                                             |                                                             |                                                             |
| Sezóny                                   | Liga                                                        | Úroveň                                                      | Z                                                           | V                                                           | R                                                           | P                                                           | VG                                                          | OG                                                          | +/-                                                         | B                                                           | Pozice                                                      |
| 1913                                     | Pohár dobročinnosti                                         |                                                             |                                                             |                                                             |                                                             |                                                             |                                                             |                                                             |                                                             |                                                             |                                                             |
| 1914                                     | Pohár dobročinnosti                                         |                                                             |                                                             |                                                             |                                                             |                                                             |                                                             |                                                             |                                                             |                                                             |                                                             |
| 1919                                     | Kladenská župa                                              |                                                             | 6                                                           | 2                                                           | 2                                                           | 2                                                           | 20                                                          | 12                                                          | +8                                                          | 6                                                           | 4.                                                          |
| 1922                                     | Středočeská župa                                            |                                                             | 13                                                          | 3                                                           | 4                                                           | 6                                                           | 16                                                          | 33                                                          | –17                                                         | 10                                                          | 12.                                                         |
| ...                                      |                                                             |                                                             |                                                             |                                                             |                                                             |                                                             |                                                             |                                                             |                                                             |                                                             |                                                             |
| 1933/34                                  | I. B třída Středočeské župy                                 |                                                             |                                                             |                                                             |                                                             |                                                             |                                                             |                                                             |                                                             |                                                             | 1.                                                          |
| 1934/35                                  | I. A třída Středočeské župy                                 |                                                             |                                                             |                                                             |                                                             |                                                             |                                                             |                                                             |                                                             |                                                             |                                                             |
| ...                                      |                                                             |                                                             |                                                             |                                                             |                                                             |                                                             |                                                             |                                                             |                                                             |                                                             |                                                             |
| Protektorát Čechy a Morava (1939 – 1945) |                                                             |                                                             |                                                             |                                                             |                                                             |                                                             |                                                             |                                                             |                                                             |                                                             |                                                             |
| Sezóny                                   | Liga                                                        | Úroveň                                                      | Z                                                           | V                                                           | R                                                           | P                                                           | VG                                                          | OG                                                          | +/−                                                         | B                                                           | Pozice                                                      |
| 1940/41                                  | Středočeská divize                                          | 2                                                           | 26                                                          | 12                                                          | 5                                                           | 9                                                           | 73                                                          | 68                                                          | +5                                                          | 29                                                          | 6.                                                          |
| 1941/42                                  | Středočeská divize                                          | 2                                                           | 26                                                          | 7                                                           | 4                                                           | 15                                                          | 48                                                          | 69                                                          | −21                                                         | 18                                                          | 13.                                                         |
| 1942/43                                  | I. A třída Středočeské župy – sk. B                         | 3                                                           | 24                                                          | 18                                                          | 2                                                           | 4                                                           | 72                                                          | 36                                                          | +36                                                         | 38                                                          | 2.                                                          |
| 1943/44                                  | Středočeská divize                                          | 2                                                           | 26                                                          | 11                                                          | 6                                                           | 9                                                           | 60                                                          | 47                                                          | +13                                                         | 28                                                          | 8.                                                          |
| 1944/45                                  | Končila druhá světová válka, pravidelné soutěže se nehrály. | Končila druhá světová válka, pravidelné soutěže se nehrály. | Končila druhá světová válka, pravidelné soutěže se nehrály. | Končila druhá světová válka, pravidelné soutěže se nehrály. | Končila druhá světová válka, pravidelné soutěže se nehrály. | Končila druhá světová válka, pravidelné soutěže se nehrály. | Končila druhá světová válka, pravidelné soutěže se nehrály. | Končila druhá světová válka, pravidelné soutěže se nehrály. | Končila druhá světová válka, pravidelné soutěže se nehrály. | Končila druhá světová válka, pravidelné soutěže se nehrály. | Končila druhá světová válka, pravidelné soutěže se nehrály. |
| Československo (1945 – 1993)             |                                                             |                                                             |                                                             |                                                             |                                                             |                                                             |                                                             |                                                             |                                                             |                                                             |                                                             |
| Sezóny                                   | Liga                                                        | Úroveň                                                      | Z                                                           | V                                                           | R                                                           | P                                                           | VG                                                          | OG                                                          | +/−                                                         | B                                                           | Pozice                                                      |
| 1945/46                                  | Středočeská divize                                          | 2                                                           | 26                                                          | 10                                                          | 5                                                           | 11                                                          | 49                                                          | 48                                                          | +1                                                          | 25                                                          | 7.                                                          |
| 1946/47                                  | Středočeská divize                                          | 2                                                           | 26                                                          | 5                                                           | 7                                                           | 14                                                          | 47                                                          | 84                                                          | −37                                                         | 17                                                          | 14.                                                         |
| 1947/48                                  | I. A třída Středočeské župy – sk. A                         | 3                                                           | 24                                                          | 15                                                          | 3                                                           | 6                                                           | 73                                                          | 35                                                          | +38                                                         | 33                                                          | 1.                                                          |
| ...                                      |                                                             |                                                             |                                                             |                                                             |                                                             |                                                             |                                                             |                                                             |                                                             |                                                             |                                                             |
| 1986/87                                  | Přebor Středočeského kraje                                  | 5                                                           |                                                             |                                                             |                                                             |                                                             |                                                             |                                                             |                                                             | ?                                                           | 1.                                                          |
| 1987/88                                  | Divize B                                                    | 4                                                           | 30                                                          | 11                                                          | 9                                                           | 10                                                          | 41                                                          | 43                                                          | −2                                                          | 31                                                          | 7.                                                          |
| 1988/89                                  | Divize B                                                    | 4                                                           | 30                                                          | 16                                                          | 5                                                           | 9                                                           | 54                                                          | 36                                                          | +18                                                         | 37                                                          | 2.                                                          |
| 1989/90                                  | Divize B                                                    | 4                                                           | 30                                                          | 11                                                          | 12                                                          | 7                                                           | 35                                                          | 34                                                          | +1                                                          | 34                                                          | 5.                                                          |
| 1990/91                                  | Divize B                                                    | 4                                                           | 30                                                          | 13                                                          | 4                                                           | 13                                                          | 48                                                          | 53                                                          | −5                                                          | 30                                                          | 9.                                                          |
| 1991/92                                  | Divize B                                                    | 4                                                           | 30                                                          | 11                                                          | 7                                                           | 12                                                          | 46                                                          | 49                                                          | −3                                                          | 29                                                          | 9.                                                          |
| 1992/93                                  | Divize B                                                    | 4                                                           | 30                                                          | 16                                                          | 5                                                           | 9                                                           | 54                                                          | 36                                                          | +18                                                         | 37                                                          | 16.                                                         |
| Česko (1993 – )                          |                                                             |                                                             |                                                             |                                                             |                                                             |                                                             |                                                             |                                                             |                                                             |                                                             |                                                             |
| Sezóny                                   | Liga                                                        | Úroveň                                                      | Z                                                           | V                                                           | R                                                           | P                                                           | VG                                                          | OG                                                          | +/−                                                         | B                                                           | Pozice                                                      |
| 1993/94                                  | Středočeský oblastní přebor                                 | 5                                                           | 30                                                          | 13                                                          | 4                                                           | 13                                                          | 53                                                          | 61                                                          | −8                                                          | 30                                                          | 7.                                                          |
| 1994/95                                  | Středočeský oblastní přebor                                 | 5                                                           | 30                                                          | 13                                                          | 8                                                           | 9                                                           | 55                                                          | 45                                                          | +10                                                         | 34                                                          | 5.                                                          |
| 1995/96                                  | Středočeský oblastní přebor                                 | 5                                                           | 30                                                          | 12                                                          | 6                                                           | 12                                                          | 49                                                          | 52                                                          | −3                                                          | 42                                                          | 9.                                                          |
| 1996/97                                  | Středočeský oblastní přebor                                 | 5                                                           | 30                                                          | 5                                                           | 7                                                           | 18                                                          | 34                                                          | 72                                                          | −38                                                         | 22                                                          | 15.                                                         |
| 1997/98                                  | I. A třída Středočeské oblasti – sk. A                      | 6                                                           | 26                                                          | 13                                                          | 4                                                           | 9                                                           | 54                                                          | 45                                                          | +9                                                          | 43                                                          | 5.                                                          |
| 1998/99                                  | I. A třída Středočeské oblasti – sk. A                      | 6                                                           | 26                                                          | 4                                                           | 4                                                           | 18                                                          | 42                                                          | 73                                                          | −31                                                         | 16                                                          | 14.                                                         |
| ...                                      |                                                             |                                                             |                                                             |                                                             |                                                             |                                                             |                                                             |                                                             |                                                             |                                                             |                                                             |
| 2004/05                                  | II. třída okresu Kladno                                     | 8                                                           | 26                                                          | 10                                                          | 6                                                           | 10                                                          | 48                                                          | 51                                                          | −3                                                          | 36                                                          | 8.                                                          |
| 2005/06                                  | II. třída okresu Kladno                                     | 8                                                           | 26                                                          | 18                                                          | 5                                                           | 3                                                           | 66                                                          | 40                                                          | +26                                                         | 59                                                          | 2.                                                          |
| 2006/07                                  | II. třída okresu Kladno                                     | 8                                                           | 26                                                          | 12                                                          | 6                                                           | 8                                                           | 56                                                          | 33                                                          | +23                                                         | 42                                                          | 4.                                                          |
| 2007/08                                  | II. třída okresu Kladno                                     | 8                                                           | 26                                                          | 16                                                          | 3                                                           | 7                                                           | 54                                                          | 32                                                          | +22                                                         | 51                                                          | 3.                                                          |
| 2008/09                                  | II. třída okresu Kladno                                     | 8                                                           | 26                                                          | 14                                                          | 3                                                           | 9                                                           | 69                                                          | 48                                                          | +21                                                         | 45                                                          | 3.                                                          |
| 2009/10                                  | II. třída okresu Kladno                                     | 8                                                           | 26                                                          | 11                                                          | 6                                                           | 9                                                           | 53                                                          | 28                                                          | +27                                                         | 39                                                          | 7.                                                          |
| 2010/11                                  | II. třída okresu Kladno                                     | 8                                                           | 26                                                          | 10                                                          | 6                                                           | 10                                                          | 34                                                          | 25                                                          | +9                                                          | 36                                                          | 7.                                                          |
| 2011/12                                  | II. třída okresu Kladno                                     | 8                                                           | 26                                                          | 12                                                          | 3                                                           | 11                                                          | 59                                                          | 50                                                          | +9                                                          | 39                                                          | 5.                                                          |
| 2012/13                                  | II. třída okresu Kladno                                     | 8                                                           | 26                                                          | 15                                                          | 5                                                           | 6                                                           | 55                                                          | 25                                                          | +30                                                         | 50                                                          | 3.                                                          |
| 2013/14                                  | II. třída okresu Kladno                                     | 8                                                           | 26                                                          | 15                                                          | 4                                                           | 7                                                           | 61                                                          | 42                                                          | +19                                                         | 50                                                          | 2.                                                          |
| 2014/15                                  | II. třída okresu Kladno                                     | 8                                                           | 26                                                          | 11                                                          | 9                                                           | 6                                                           | 50                                                          | 38                                                          | +12                                                         | 48                                                          | 5.                                                          |
| 2015/16                                  | II. třída okresu Kladno                                     | 8                                                           | 26                                                          | 15                                                          | 4                                                           | 7                                                           | 50                                                          | 38                                                          | +12                                                         | 48                                                          | 5.                                                          |
| 2016/17                                  | II. třída okresu Kladno                                     | 8                                                           | 26                                                          | 8                                                           | 6                                                           | 12                                                          | 47                                                          | 60                                                          | −13                                                         | 34                                                          | 5.                                                          |
| 2017/18                                  | II. třída okresu Kladno                                     | 8                                                           | 26                                                          | 13                                                          | 3                                                           | 10                                                          | 57                                                          | 48                                                          | +9                                                          | 43                                                          | 5.                                                          |
| 2018/19                                  | II. třída okresu Kladno                                     | 8                                                           | 26                                                          | 10                                                          | 4                                                           | 12                                                          | 51                                                          | 52                                                          | −1                                                          | 37                                                          | 9.                                                          |
| 2019/20                                  | II. třída okresu Kladno                                     | 8                                                           | 13                                                          | 2                                                           | 2                                                           | 9                                                           | 18                                                          | 42                                                          | −24                                                         | 8                                                           | 13.                                                         |
| 2020/21                                  | II. třída okresu Kladno                                     | 8                                                           | 7                                                           | 6                                                           | 1                                                           | 0                                                           | 24                                                          | 10                                                          | +14                                                         | 20                                                          | 2.                                                          |
| 2021/22                                  | II. třída okresu Kladno                                     | 8                                                           | 26                                                          | 9                                                           | 5                                                           | 12                                                          | 38                                                          | 69                                                          | −31                                                         | 34                                                          | 10.                                                         |
| 2022/23                                  | II. třída okresu Kladno                                     | 8                                                           | 26                                                          | 9                                                           | 1                                                           | 16                                                          | 46                                                          | 63                                                          | −17                                                         | 29                                                          | 9.                                                          |
| 2023/24                                  | II. třída okresu Kladno                                     | 8                                                           | 24                                                          | 7                                                           | 5                                                           | 12                                                          | 42                                                          | 58                                                          | −16                                                         | 28                                                          | 11.                                                         |
| 2024/25                                  | III. třída okresu Kladno                                    | 9                                                           | 26                                                          | 3                                                           | 10                                                          | 13                                                          | 41                                                          | 65                                                          | −24                                                         | 24                                                          | 13.                                                         |

Poznámky:
- 1942/43: Postoupilo rovněž vítězné mužstvo SK Čechie Karlín.[7]
- 2019/20: Sezona nedohrána kvůli pandemii covidu-19.
- 2020/21: Sezona nedohrána kvůli pandemii covidu-19.

## Osobnosti klubu
Mezi hráče klubu patřili také Stanislav Bacílek, Václav Brabec-Baron, František Bragagnolo, Jaroslav Burgr, Antonín Carvan, Zdeněk Čurilla, Ladislav Fujdiar, Karel Hejma, Antonín Horák, Josef Horák, Václav Horák, Homolka, David Hovorka, Karel Kolský, Josef Košťálek, Ladislav Koubek, Josef Mašek, Václav Nový, Josef Sedláček a František Štěpán.